# مرد تنها (فیلم ۱۹۸۴)
مرد تنها (به انگلیسی: The Lonely Guy) یک فیلم سینمایی کمدی رمانتیک آمریکایی محصول سال ۱۹۸۴ به کارگردانی آرتور هیلر است. در این فیلم بازیگرانی همچون استیو مارتین، چارلز گرودین، جودیت آیوی، استیو لارنس، روبین داگلاس، مرو گریفین و اندی گارسیا ایفای نقش کرده‌اند.